# L'isola di fuoco
L'isola di fuoco (The Fireball Island) è un gioco da tavolo pubblicato dalla Milton Bradley (MB) nel 1986.

## Caratteristiche
Si gioca su un tabellone in rilievo sul quale è rappresentata un'isola tropicale. Ciascun giocatore può muoversi seguendo diversi percorsi all'interno dell'isola.
Scopo del gioco è impossessarsi del tesoro presente al centro dell'isola e correre verso il porto per fuggire dall'isola, evitando sia che gli avversari lo rubino e lo portino via a loro volta, sia di essere messi fuori combattimento dalle palle di fuoco che emette un idolo presente sull'isola.
Alcune regole fondamentali:
Non si può stare in 2 sulla stessa casella, ci si può muovere dove si desidera se è permesso dalle caselle, una volta colpiti dalla palla di fuoco si riparte sdraiati dalla casella più vicina per la partenza (vedere libretto istruzioni) e al proprio turno prima si ci alza e al turno successivo si tira il dado, da sdraiati non possono utilizzare carte, se si viene colpi su un ponte si riparte in piedi dal mare, se il ponte è libero si è obbligati a fermarsi sopra indipendentemente dal numero uscito, è possibile avere al massimo 4 carte, si pesca una carta ogni volta che si finisce su una casella verde scuro, si può riscuotere in un qualunque momento il gettone Incantesimo per avere fino 4 carte in mano, una volta entrati in una grotta si tira subito il dato per vedere dove si viene spostati ( se esce 1 si finisce nella grotta e si tira una palla di fuoco), ogni volta che esce 1 viene lanciata una palla di fuoco che ha l'obbligo di colpire qualcuno a scapito di se stessi se è possibile.
Se si prende la gemma e si possiede il gettone si pescano fino ad avere 4 carte in mano, si gioca una palla di fuoco, giochi 3 turni di seguito (chi è sdraiato non si alza).
Se possiedi gemma e gettone non possono pescare una carta dalla tua mano.
Puoi utilizzare le carte di avanzamento e arretramento solo nel turno di chi vuoi far arretrare o avanzare, o puoi avanzare solo nel tuo turno.
Contenuto della scatola:
- 1 tabellone di gioco                                                           - 1 dado
- 4 omini-pedine (in 4 colori, rosso, giallo, viola, azzurro)    - 4 gettoni Incantesimo Magico
- 1 idolo Vul-Kan componibile in 3 pezzi                              - 5 biglie rosse di vetro (Palle di fuoco)
- 2 ponti componibili, ognuno in 2 pezzi                               - 1 gioiello rosso
- 1 mazzo di 48 carte di cui 2 bianche
Traduzioni nomi del gioco in altre lingue:
Tedesco: Vuurbal Eiland
Inglese: Fireball Island
Spagnolo: La Isla de Fuego

### Fireball Island: The Curse of Vul-Kar
Nel corso del 2017, Restoration Games ha annunciato l'arrivo di una nuova edizione dell'Isola di Fuoco che prenderà il nome di Fireball Island: The Curse of Vul-Kar. Il nuovo titolo, reso possibile grazie ad un accordo stipulato con la Lund and Company Invention, L.L.C. e con la Longshore, Ltd., attuali detentrici del copywright del gioco originale, vedrà un regolamento e una componentistica rivisitata.